# Prodotti del tabacco

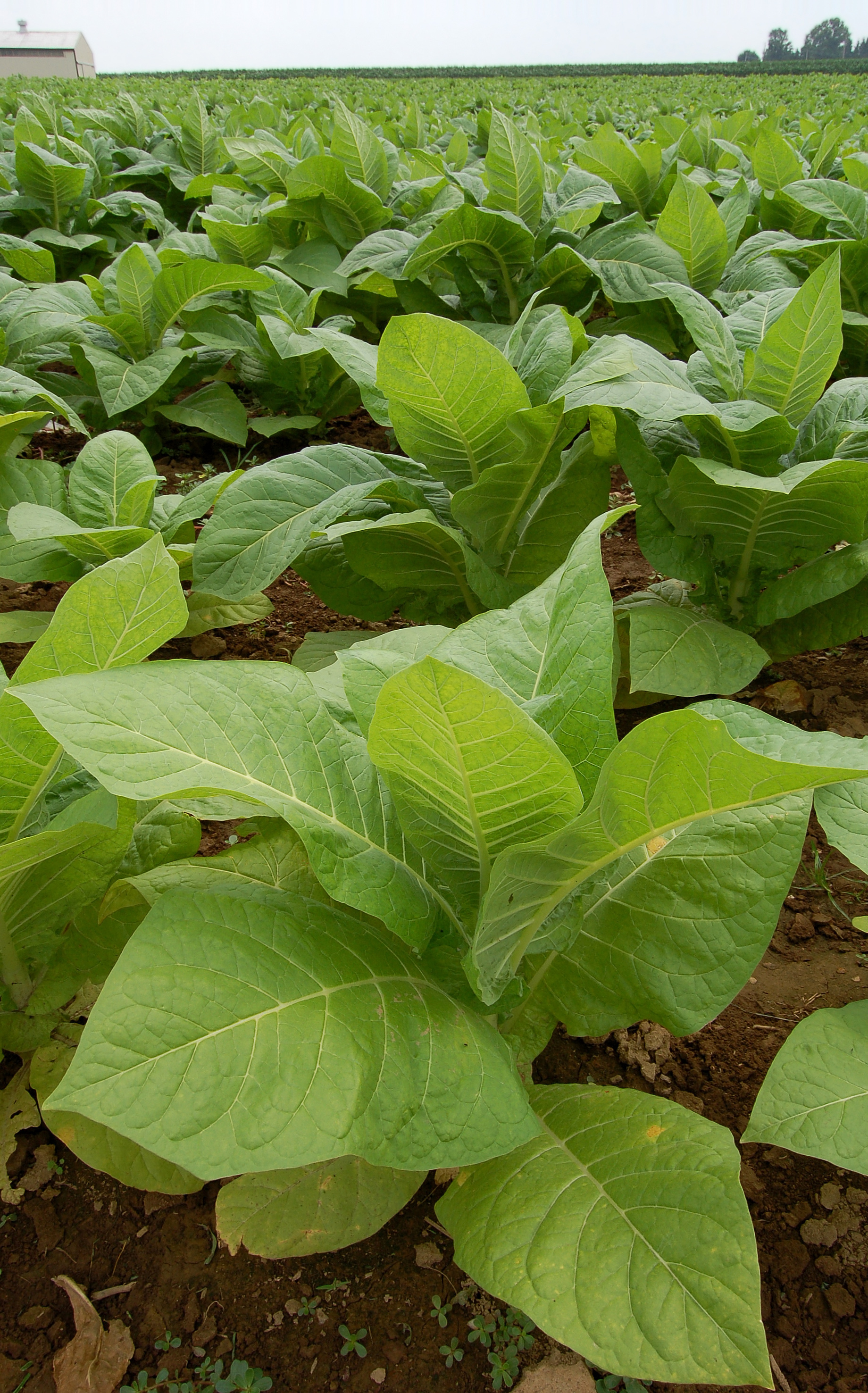
Piante di Nicotiana tabacum (tabacco coltivato) in Intercourse, Pennsylvania.

Il tabacco è un prodotto dell'agricoltura ricavato dalle foglie delle piante del genere Nicotiana. Tutte le specie di Nicotiana contengono una sostanza che causa dipendenza, la nicotina, uno stimolante e sedativo contenuto in tutte le parti della pianta a eccezione del seme, che varia da specie a specie coltivata. Si veda a tal proposito la voce tipi di tabacco per ulteriori informazioni.
La maggior parte del tabacco commerciale è derivato dalle specie Nicotiana tabacum, anche se esso viene prodotto anche dalla Nicotiana alata, e in quantità minori dalla Nicotiana clevelandii, dalla Nicotiana longiflora e dalla Nicotiana rustica.
Una volta che il tabacco è giunto a maturazione viene lavorato dall'industria del tabacco per ottenere diversi prodotti. Questi sono perlopiù consumabili; ad ogni modo, tabacco e nicotina possono essere usati anche per la produzione di pesticidi e di altri prodotti repellenti.
I prodotti derivati dal tabacco possono essere generalmente divisi in due tipi: tabacco da fumo e tabacco non da fumo.
Un esperto o semplicemente un venditore di tabacco e dei suoi prodotti, in particolare di pipe, tipi di tabacco e sigari,è chiamato tabaccaio.
Gli effetti del consumo di tabacco sulla salute umana sono elencati alla voce Effetti del tabagismo sulla salute.

## Consumabili

### Tabacco da masticare

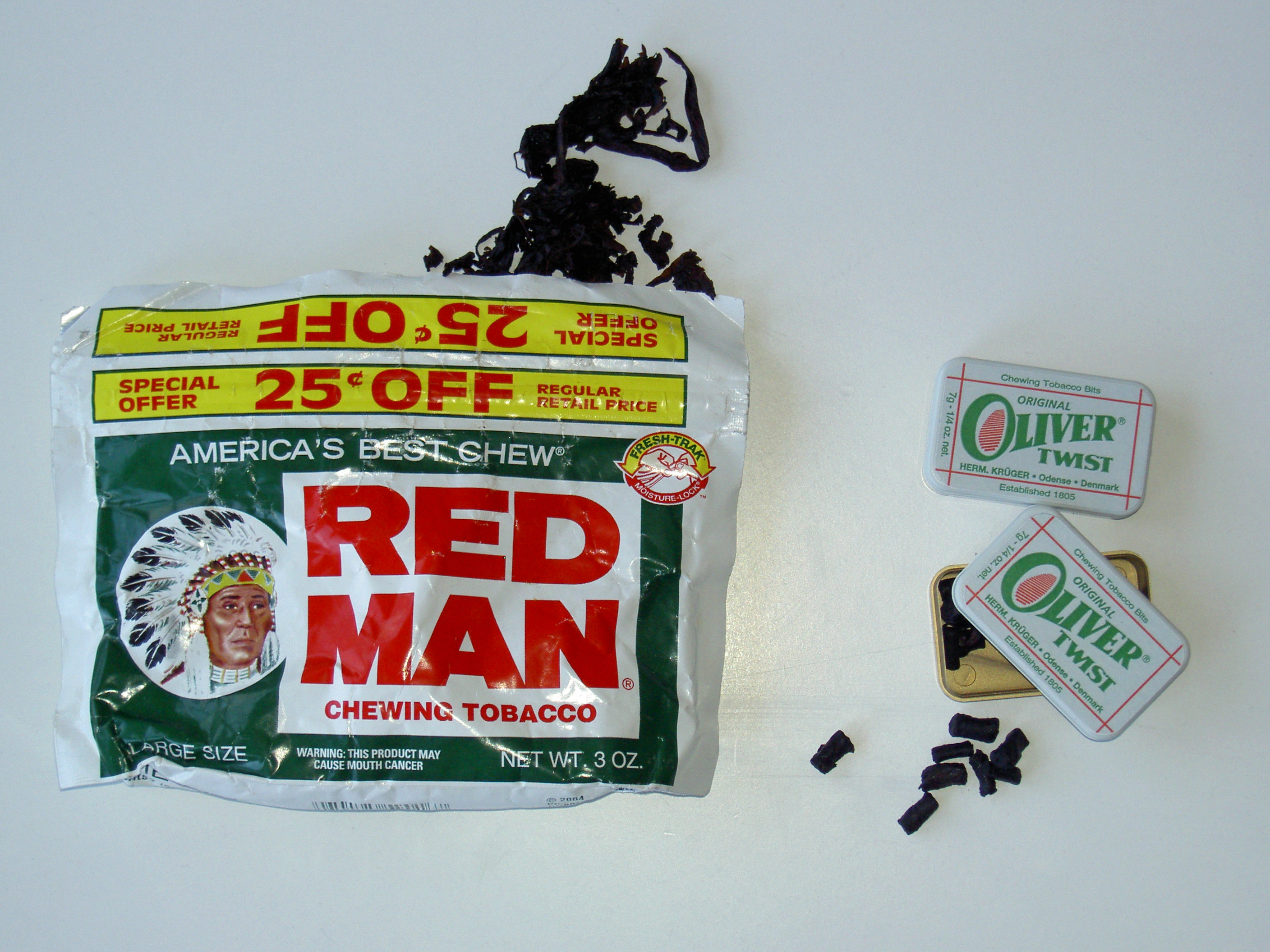
Un sacchetto di tabacco da masticare "Red Man" ed una scatoletta di pastiglie di tabacco "Oliver Twist".

Masticare è uno dei più antichi metodi di consumare le foglie di tabacco. I nativi americani sia del nord che del sud America hanno sempre masticato foglie fresche della pianta del tabacco, di frequente mischiate con calce. Il moderno tabacco da masticare viene prodotto spesso dal tabacco fermentato, talvolta addolcito con melassa.
Chi lo consuma deposita il tabacco tra la guancia ed i denti e lo lascia macerare masticandolo e succhiandone il succo derivato. Per questo, masticando, è cosa comune sputare la saliva in eccesso causata dal rilascio di succo dal tabacco, giustificando così l'esistenza delle sputacchiere.
La massima popolarità del tabacco da masticare avvenne nel Midwest alla fine del XIX secolo; ad ogni modo, quando le sigarette iniziarono ad avere una sempre maggiore diffusione sul consumo di tabacco puro, gradualmente questo modo di consumare tabacco è caduto perlopiù in disuso, anche se vi sono ancora dei consumatori abituali.
Il tabacco da masticare è lavorato in diverse forme:

#### Foglie sciolte
Le foglie sciolte, note anche come scrap, sono il modo più comune di vendere il tabacco da masticare oggigiorno. Esso sono delle strisce di foglie di tabacco e solitamente vengono vendute in pacchetti sigillati a borsetta. Solitamente esse vengono addolcite con altri aromi, ma possono essere consumate anche pure. I tipi più comuni di tabacco a foglia sciolta da masticare sono Red Man, Levi Garrett, Jackson's Apple Jack (prodotta da Swisher International), Beech-Nut (prodotta da Lorillard, Reynolds American) e Stoker's.

#### Confetti
I confetti, o pellets, di tabacco sono un altro modo per consumare il tabacco tramite masticazione. Solitamente vengono venduti in scatolette metalliche portatili. Essi sono prodotti quasi esclusivamente dalle ditte nordeuropee Oliver Twist e Piccanell. Sono preponderanti, come le snus, nella regione della Scandinavia.

#### Borsette

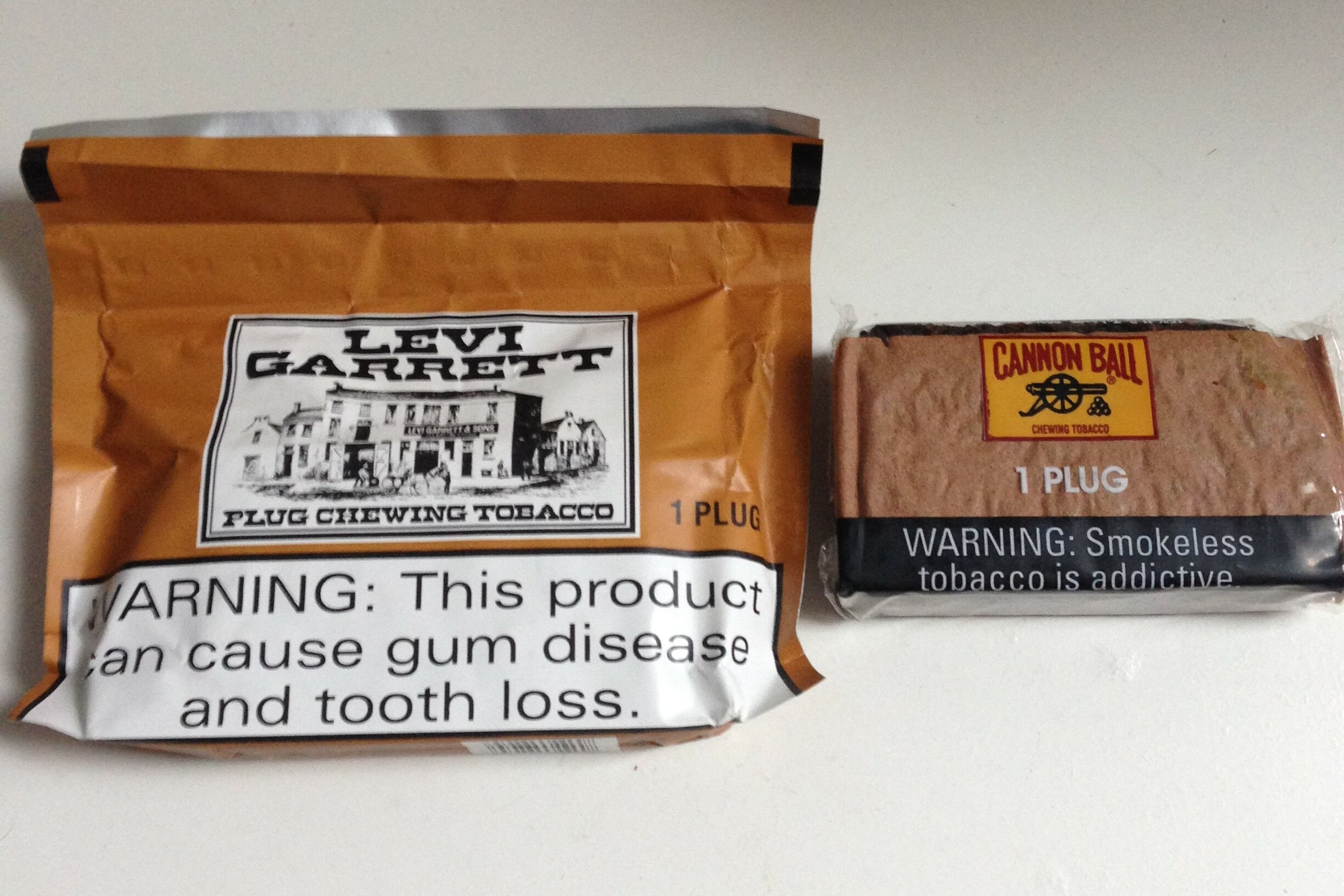
Tabacco da masticare in borsetta nelle varianti delle marche Levi Garrett e Cannon Ball.

Il tabacco da masticare in borsetta è realizzato con foglie di tabacco pressate ed addolcite, di consistenza densa. La confezione a pacchetto ne facilita la parcellizzazione che può essere pertanto masticata più facilmente oppure usata anche come tabacco da pipa.
Il tabacco in borsetta era tra i metodi più comuni di conservazione del tabacco da masticazione nel XIX secolo. Due compagnie storiche producono questo tabacco, la Liggett e la Lorillard.
Tra le marche moderne ricordiamo Apple Sun Cured, Brown's Mule, Cannon Ball, Cup, Days Work e Days O Work.

#### Arrotolato
Il tabacco da masticazione può anche essere composto da foglie arrotolate e poi tagliate al momento per poter essere masticate.
A differenza di altri prodotti derivati dal tabacco, quello arrotolato da masticazione non è solitamente addolcito.

### Sigari

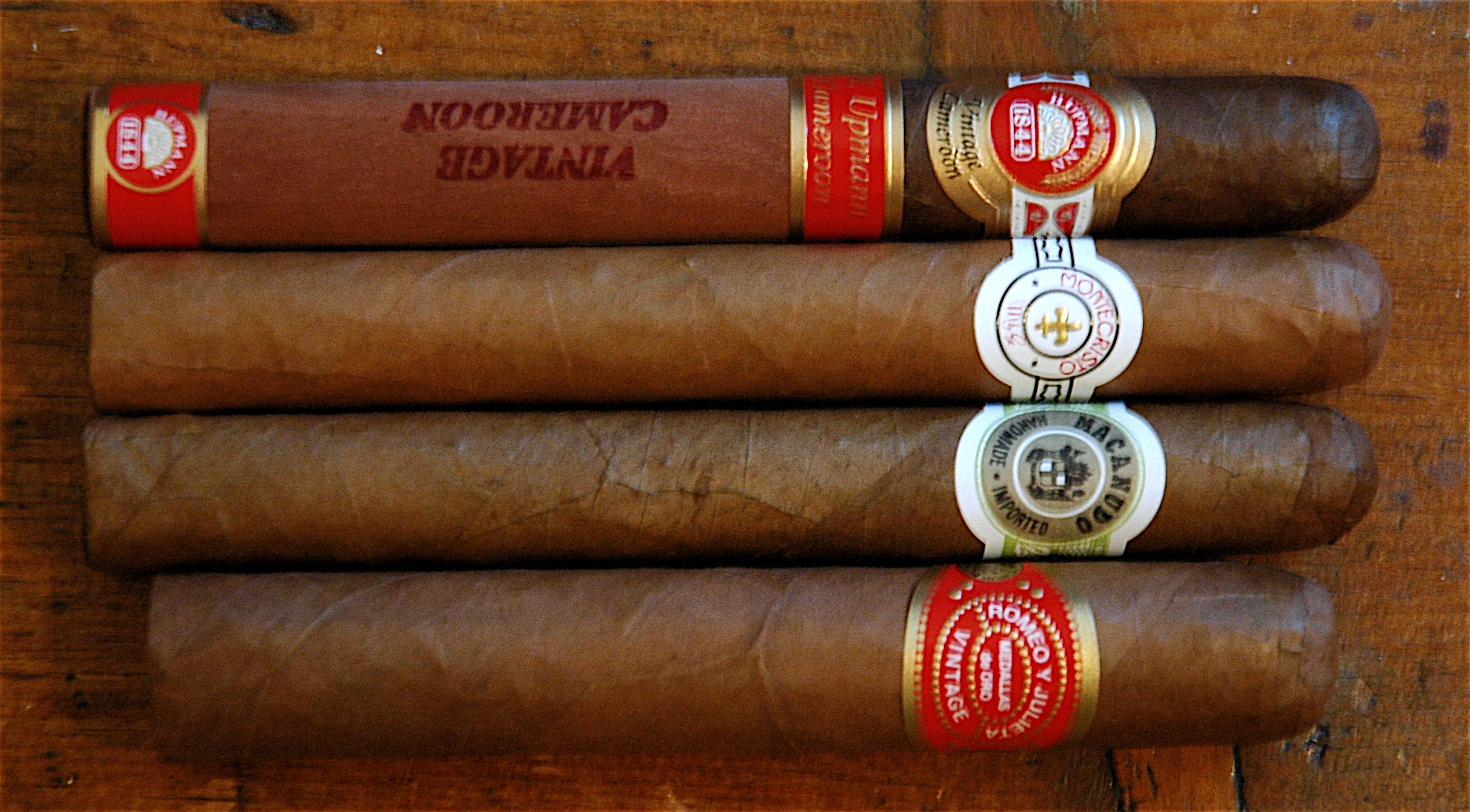
Diversi tipi di sigari.

Un sigaro è una o più foglie di tabacco fermentato arrotolate che vengono accese con del fuoco e pertanto possono essere fumate, espellendo il fumo dalla bocca; per questo motivo il sigaro viene solitamente "sbuffato fuori" (come il tabacco da pipa) piuttosto che inalato come nel caso delle sigarette. Il sigaro è uno dei metodi più antichi per consumare il tabacco da fumo ed alcuni tra i primi sigari vennero mostrati agli europei dagli indiani Taino già nel XV secolo a Cuba.
Vi sono numerose varietà di sigari, differenziati per grandezza, forma, colore e composizione. Le sigarette moderne possono essere considerate una derivazione alterata dal sigaro tradizionale, per quanto oggi rappresentino una categoria a sé.
Gli elementi associati ai sigari sono le confezioni che possono essere tubi, cigar boxes, bocchini, tagliasigari (in forma di forbici o ghigliottine), astucci per sigari e humidor.

#### Blunts
I blunt sono una forma di sigaro particolarmente tozza. Gran parte, anche se non tutti, sono realizzati a macchina da tabacco rigenerato. Sono solitamente poco fermentati.

#### Cigarillos

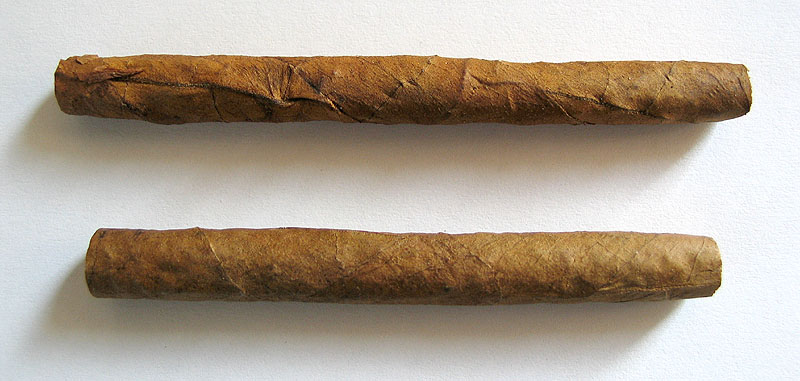
Due cigarillos.

I cigarillos sono dei tipi di sigari più lunghi e stretti dei sigari normali, ma più grandi delle sigarette classiche. Possono essere fumati tramite un apposito bocchino oppure direttamente in bocca. Solitamente il cigarillo viene preparato tagliandone entrambe le estremità come si fa coi sigari più grandi. I cigarillos possono essere realizzati a macchina anche se ne esistono versioni fabbricate a mano.

#### Sigarini
Un sigarino è un sigaro che ha la medesima grandezza di una sigaretta - spesso addirittura con un filtro - ma comunque continua a mantenere la propria identità di sigaro in quanto composto da foglia di tabacco arrotolata o, più comunemente, da un involucro di carta riempito di tabacco. Si possono trovare delle varietà insaporite con aromi. Aziende come la Prime Time producono sigarini profumati dal 1993.

### Sigari "Roll-Your-Own"
Alcune aziende producono dei pacchetti contenti foglie di tabacco da arrotolare per consentire di prepararsi da sé i propri sigari arrotolati a mano.

### Sigarette

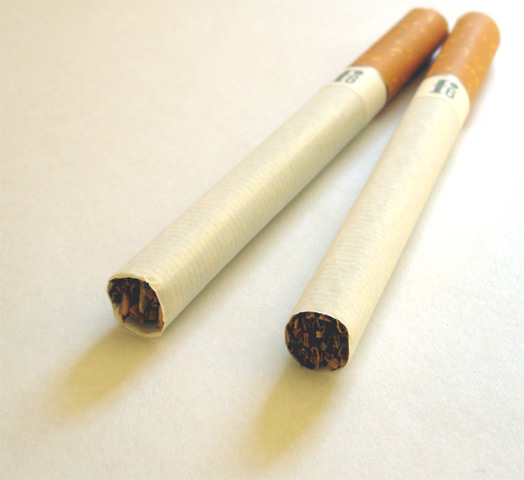
Due sigarette con filtro tedesche.

La sigaretta è il prodotto più consumato in assoluto per consumare le foglie di tabacco oggigiorno. Il tabacco contenuto in una sigaretta può essere tabacco vero e proprio oppure tabacco rigenerato, talvolta combinati con altri additivi e arrotolati in un cilindro di carta (solitamente lungo meno di 12 cm per meno di 1 cm di diametro). L'elemento ad esse associato è il portasigarette.

#### Kretek
Le kretek sono un tipo di sigarette fatte con una mistura di tabacco, chiodi di garofano ed altri additivi. La parola "kretek" è un'onomatopea che deriva dal caratteristico crepitio che i chiodi di garofano fanno mentre bruciano.

#### Sigarette "Roll-Your-Own"
Le sigarette Roll-Your-Own (RYO) o sigarette rollate a mano, sono molto popolari in particolare nei paesi europei. Esse sono preparate con prese di tabacco dove il filtro viene aggiunto separatamente. Sono solitamente poco costose da realizzare (o comunque meno delle sigarette preconfezionate) e per questo, soprattutto negli ultimi anni, hanno conosciuto una notevole diffusione.

### Creamy snuff
La Creamy snuff è una pasta di tabacco composta da tabacco, olio di chiodi di garofano, glicerina, menta piperita, mentolo e canfora, venduto in tubetto. Viene consumata principalmente dalle donne in India, prodotta da marche come Dentobac, Tona, Ganesh. È nota localmente come "mishri" in alcune parti del Maharashtra, dove viene usato talvolta anche come sostituto più economico del dentifricio.

### Tabacco umido

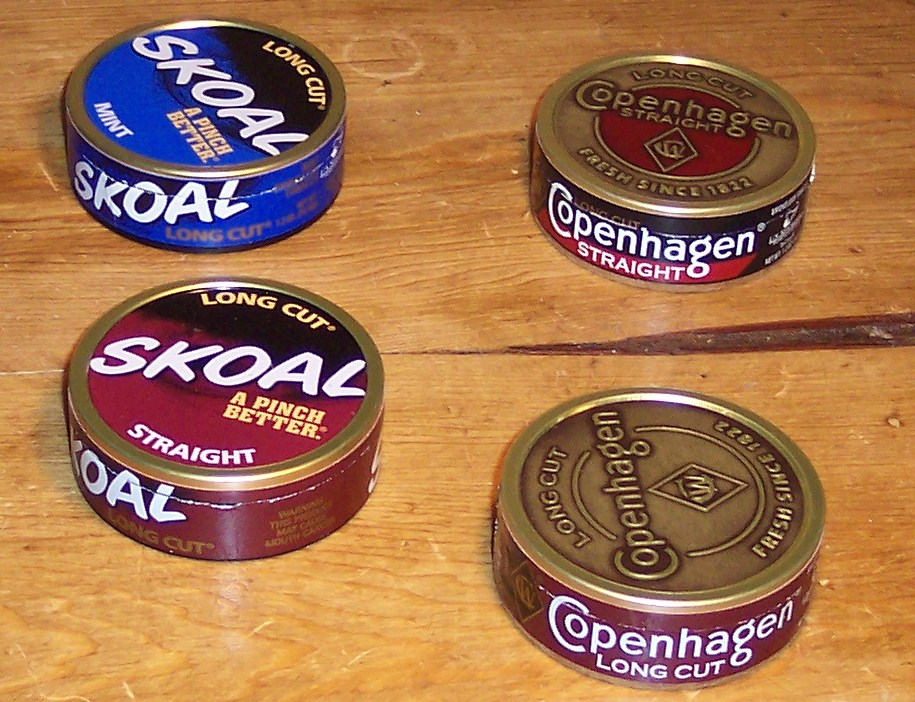
Quattro lattine (o scatole) di tabacco umido.

Il tabacco umido detto anche dip, moist snuff (o snuff), o "tabacco da sputo", è una forma di consumo del tabacco senza fumo. Esso non è da confondere col tabacco da masticare né con quello da aspirare.
Al posto di masticare direttamente il tabacco, il tabacco umido viene porzionato e posto tra il labbro inferiore e quello superiore e masticato come una gomma da masticare.
Nei tempi moderni, tale tabacco viene venduti in scatole simili a quelle del tonno per preservarne l'aroma. Esso viene venduti in diversi aromi e tagli:

#### Tagliato

##### Extra long cut
Extra long cuts sono il taglio più lungo, prodotto essenzialmente dalle ditte Copenhagen e Grizzly.

##### Wide cut
Wide cuts sono un taglio meno lungo dei precedenti. Sono realizzati solo dalla Grizzly.

##### Long cut
Long cuts sono tagli più fini. È il tipo più comune di tabacco.

##### Mid cut
Mid cut è un taglio a cubi di 1 mm.

##### Fine cut
Fine cut è venduto in granuli grandi come i chicchi di caffè.

##### Snuff
Snuff o semplicemente moist snuff è in granelli come la sabbia.

##### Pouches
Pouches è venduto in polvere.

### Tabacco solubile
Il tabacco solubile è di recente introduzione nel mercato, dagli anni 2000. Il prodotto consiste in tabacco finemente lavorato che è lavorato con sostanze solubili sulla lingua o in bocca. La Camel è il principale produttore di tabacco solubile, con tre varietà in strips, sticks e orbs, ad ogni modo compagnie come Ariva o Stonewall producono pasticche a losanghe.

### Dokha
Il dokha è un tabacco iraniano con foglie miste ed erbe. È tradizionalmente fumato col midwakh.

### Gutka
Gutka (detto anche gutkha, guttkha, guthka) è un preparato di noce betel tritata, tabacco e aromi vari. È prodotto e lavorato in India ed in pochi altri paesi. Usato anche come stimolante, viene venduto prevalentemente in India. È consumato come tabacco da masticazione.

### Kizami
Il kizami è un prodotto del tabacco realizzato in Giappone e destinato alla consumazione tramite le tipiche pipe kiseru giapponesi.

### Iqmik
L'iqmik è un tabacco non da fumo dell'Alaska, comune tra i nativi dell'area. È il tabacco da masticazione più forte perché realizzato con ceneri di tabacco.

### Makla
Simile allo snus, è molto forte ed è di origine africana.

### Mu'assel

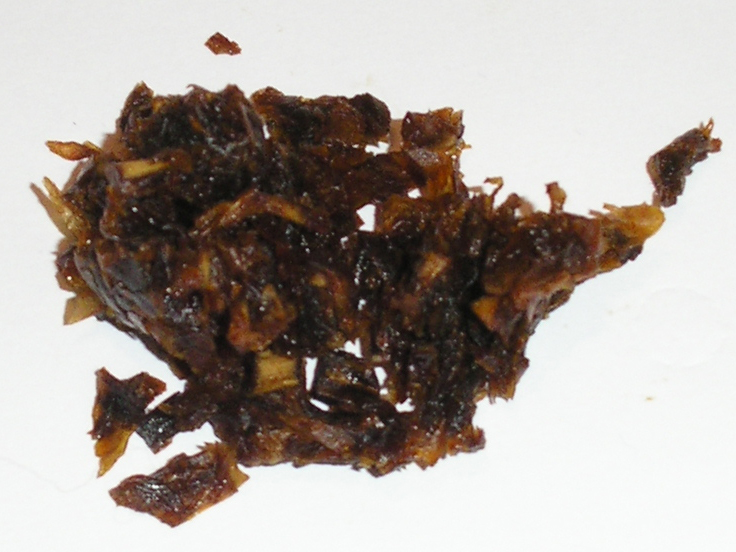
Tabacco mu'assel o shisha.

Mu'assel, shisha, hookah o semplicemente shisha  una forma di tabacco che mischia glicerina coagulata con melassa e altri addolcenti che è popolare nel Medioriente. È solitamente fumato tramite un hookah. Tra i suoi nomi popolari vi sono ma'sal, mu'assel, tumbâk e jurâk.

### Naswar
Naswar è un tipo di tabacco non da fumo popolare in Afghanistan e nelle aree circostanti. Ha essenze di ginepro e limone.

### Tabacco da fiuto

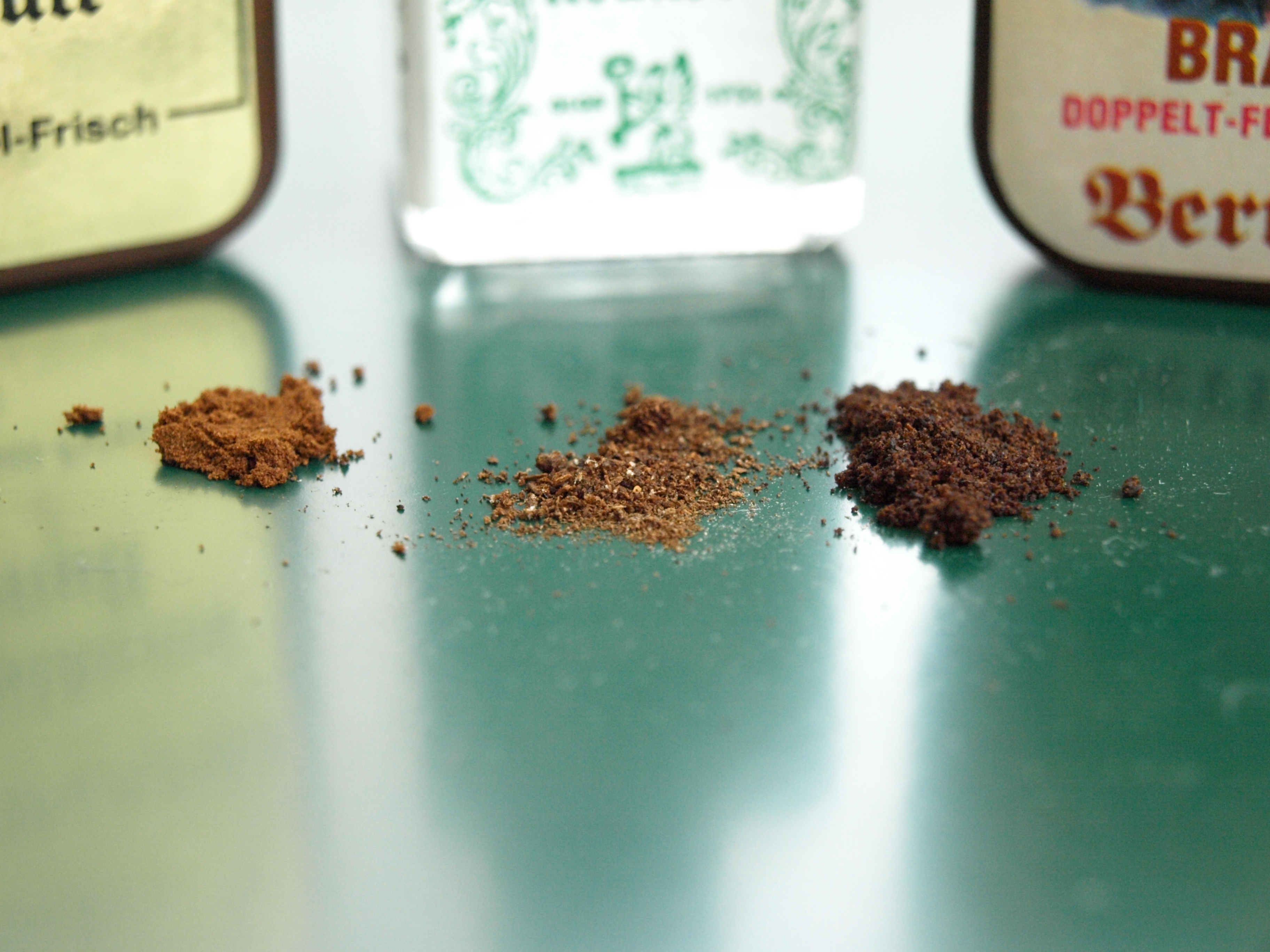
Diversi tipi di tabacco da fiuto.

Snuff (o tabacco da fiuto) è il termine generico con cui solitamente si indicano i prodotti di tabacco da aspirazione. Il prodotto si è originato nel XVIII secolo.
Lo snuff Europeo viene "sniffato" (tecnicamente insufflato) nel naso dove la nicotina viene assorbita dalle membrane delle mucose interne. Lo snuff non viene inalato profondamente (tecnicamente "snorted") come invece accade per la cocaina perché non deve oltrepassare il cavo nasale e giungere in gola. Solitamente viene realizzata una presa con due dita che viene portata al naso e poi inalata.
Lo snuff europeo si presenta in diverse varietà: normale, tostato (molto secco), "medicato" (con mentolo, canfora, eucalipto, ecc.), profumato e Schmalzler, una varietà tedesca. Le principali marche di snuff europeo sono: Toque Tobacco (Regno Unito), Bernards (Germania), Fribourg & Treyer (Regno Unito), Gawith (Regno Unito), Gawith Hoggarth] (Regno Unito), Hedges (Regno Unito), Lotzbeck (Germania), McChrystal's (Regno Unito), Pöschl (Germania), Toque (Regno Unito) e Wilsons of Sharrow (Regno Unito).
Sebbene meno comune, esiste un tipo di snuff Americano, assunto oralmente. È popolare negli Stati Uniti meridionali e tra le marche che lo producono si ricordano: Carhart's CC, Peach Sweet e Tube Rose.

### Snus

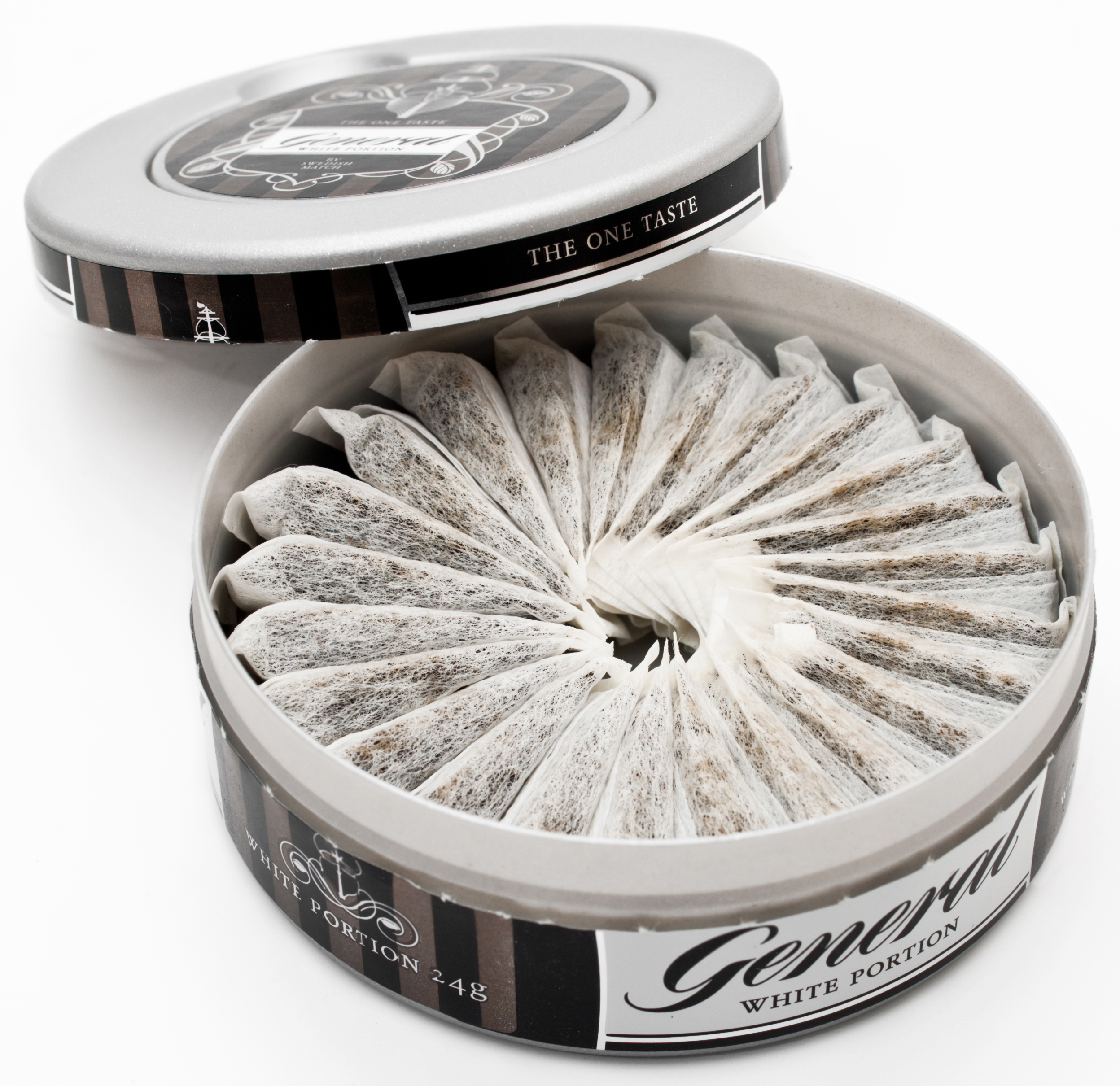
Una scatoletta di snus.

Lo snus è un tipo di tabacco popolare in Svezia e altri paesi della Scandinavia. Differisce dallo snuff classico o dal tabacco da masticazione classico. Le principali marche che lo vendono sono prevalentemente svedesi: Swedish Match, General, Ettan e Tre Ankare. In molti paesi scandinavi, lo snus viene venduto in polvere oppure in piccole palline pressate. Esso produce meno succo rispetto agli altri tabacchi e quindi meno sputo a contatto con le mucose.

### Tabacco edibile
La gomma al tabacco, come il tabacco solubile, è di recente introduzione ed è simile alla gomma da masticare. Come la gomma alla nicotina consente l'assorbimento per via orale. Ad ogni modo la differenza tra la gomma alla nicotina e la gomma al tabacco è che la gomma al tabacco è composta da tabacco puro.
L'unica marca che attualmente produce il tabacco edibile è la Firebreak.

## Non consumabile

### Acqua al tabacco
L'acqua al tabacco è un insetticida organico usato nel giardinaggio domestico. La polvere di tabacco può essere usata col medesimo scopo. Essa è prodotta bollendo del tabacco in acqua o lasciandolo a macerare in acqua per un lungo periodo. Una volta raffreddata, la mistura può essere diffusa con spray o per pennellatura sulle foglie delle piante dove si trovano gli insetti nocivi.
Nei paesi baschi l'acqua al tabacco viene usata anche dai pescatori per uccidere le anguille.

### Pasta di tabacco topica
La pasta di tabacco topica è talvolta raccomandata come trattamento per punture di vespe, calabroni, solenopsis, scorpioni e api.